# 松木 (八王子市)
松木（まつぎ）は、東京都八王子市の地名。住居表示未実施区域。郵便番号は192-0362（八王子南郵便局管区）。

## 地理
八王子市の南東部に位置する。南端を京王相模原線が走り、北を大栗川、南を大田川で挟まれた街である。東は堀之内、別所、西は南大沢、下柚木、南は別所、北は越野に接している。
松木は多摩酪農発祥の地であり、かつては盛んに酪農がおこなわれていたほか、養蚕業、大栗川や多摩丘陵の湧水を利用した稲作も発達したが、多摩ニュータウン開発に伴う市街地化により衰退した。豊富な地下水を利用し、掘り抜き井戸を用いた養漁業が現在でも行われている。また、多摩ニュータウン通り沿いには安売り量販店や多くの飲食店があり渋滞が発生している。

### 河川
- 大栗川
- 大田川

### 小字
- 峰ヶ谷戸
- 川端
- 台
- 上

### 地価
住宅地の地価は、2014年（平成26年）1月1日の公示地価によれば、松木35番18の地点で17万2,000円/m2となっている。

## 歴史
松木中学校がある一帯は1994年（平成6年）と1996年（平成8年）に別所に編入されている。

### 地名の由来
足利持氏の家臣である松木七郎が居館を置いたことから。

### 多摩酪農発祥の地
松木の有力地主であり、由木村長にも二度就任した井草甫三郎は、当時の由木村で広く行われていた養蚕の廃棄物であった、蚕が食べ残した桑の葉を有効活用する手段として酪農に目をつけ、1892年（明治25年）、千葉県より子牛1頭を購入し酪農を始めたが、これが多摩地方における酪農の先駆けとなった。井草の指導や努力もあり、1920年（大正9年）には「南多摩畜牛組合」が結成され、牛乳の生産から販売までを「多摩牛乳販売、購買組合」の「多摩牛乳」として一元化に成功し、生産から販売いたる協同組合方式が確立され、南多摩郡は酪農の一大生産地へと発展することになった。なお、下柚木の永林寺には、井草の業績をたたえ、1950年（昭和25年）に「牛魂碑」が建立されている。

### 沿革
- 江戸時代 - 武蔵国多摩郡松木村となり、旗本領であった。
- 1869年（明治2年） - 品川県成立に伴い、松木村は品川県に組み込まれる。
- 1870年（明治3年） - 神奈川県に編入される。
- 1878年（明治11年） - 多摩郡が南多摩郡・北多摩郡・西多摩郡に分割。南多摩郡松木村となる。
- 1889年（明治22年） - 町村制施行に伴い、松木村は周辺10ヶ村と合併し、神奈川県南多摩郡由木村となる。
- 1892年（明治25年） - 井草甫三郎によって酪農が開始される。
- 1893年（明治26年）- 南多摩郡が、神奈川県から東京府に移管され、東京府南多摩郡由木村となる。
- 1964年（昭和39年） - 由木村が八王子市に合併。八王子市松木となる。
- 1990年（平成2年） - 西端が南大沢に編入される。
- 1994年（平成6年） - 一部が別所に編入される。
- 1994年（平成6年） - 八王子市立松木小学校が開校。
- 1996年（平成8年） - 一部が別所に編入される。

## 世帯数と人口
2017年（平成29年）12月31日現在の世帯数と人口は以下の通りである。
| 町丁 | 世帯数    | 人口    |
| ---- | --------- | ------- |
| 松木 | 3,129世帯 | 7,224人 |

## 小・中学校の学区
市立小・中学校に通う場合、学区は以下の通りとなる。
| 番地                     | 小学校                   | 中学校               | 通学許可校                                                                    |
| ------------------------ | ------------------------ | -------------------- | ----------------------------------------------------------------------------- |
| 1〜20番地 1429〜1513番地 | 八王子市立由木中央小学校 | 八王子市立由木中学校 |                                                                               |
| 31〜32番地               | 八王子市立由木中央小学校 | 八王子市立由木中学校 | 八王子市立松木小学校 八王子市立松木中学校 ※松木小卒業の場合は松木中に入学可能 |
| 80番地7 (フェアヒルズ）  | 八王子市立下柚木小学校   | 八王子市立宮上中学校 | 八王子市立由木中学校                                                          |
| その他                   | 八王子市立松木小学校     | 八王子市立松木中学校 | 八王子市立由木中学校                                                          |

## 交通

### 鉄道
1988年に京王相模原線が開業したが、松木地区内には線路は通っているが駅はない。南大沢駅と京王堀之内駅が最寄り駅。

### 道路・橋梁
- 東京都道158号小山乞田線（多摩ニュータウン通り）
- 大竹橋（大栗川）
- 板橋・おかんどう橋・川幡橋・峰ヶ谷戸橋（大田川）

## 施設

### 教育
- 小学校
  - 八王子市立松木小学校

### 商業
- ドン・キホーテ京王堀之内店、営業本部
- サイクルベースあさひ南大沢店
- サイクルベースあさひ南大沢キッズ館

### 神社
- 浅間神社

### 公園
- 富士見台公園
- えのき公園
- 大石やかた公園（大石氏の館があった場所に造られた公園である。）
- 峰ヶ谷戸公園

### かつて存在した施設
- いなげや八王子松木店

## 史跡
- 松木大石宗虎屋敷のサルスベリ（八王子市指定天然記念物。推定樹齢不明[9]。）